# マッハ・ツェンダー干渉計

図1： マッハ・ツェンダー干渉計は空気力学、プラズマ物理学、熱伝導の分野で気体の圧力、密度、温度の変化を測定するために広く用いられる。この図では、ロウソクの炎を解析する様子を示している。二つの像のどちらを解析に用いてもよい。

物理学において、マッハ・ツェンダー干渉計（マッハ・ツェンダーかんしょうけい、英: Mach–Zehnder interferometer）とは、1つの光源から分けた2つの平行光の間の位相差を測定する光学機器である。この干渉計は試料によって生じる2つの経路間の位相差を測る際に用いられる。名前は物理学者のルートヴィヒ・マッハ（エルンスト・マッハの息子）とルートヴィヒ・ツェーンダーに因む。ツェーンダーが1891年に発表し、マッハが1892年に改良した。

## 概要
マッハ・ツェンダー干渉計は極めて取り回しの効く光学機器である。良く知られるマイケルソン干渉計とは異なり、光は往復はせず一方通行である。
白色光により干渉縞を作ろうとすると、白色光のコヒーレンス長は限られておりマイクロメートル程度しかないことから、全ての波長域について光路長を同じに保つよう細心の注意を払わなければ干渉縞は生じない。図1に見えるように、試料セルと同じ（分散の等しい）ガラスで作った補償セルが用いられる。ビームスプリッターの向きにも注意が必要である。ビームスプリッターの反射面は試料光と参照光が同じ長さだけのガラスを通るように向きを決める必要がある。この向きにすることで、試料光と参照光は双方が表面反射を二回することで同じ回数の位相反転を受けることとなる。結果としてどちらの経路でも光は同じ光路長を進むことになり、試料光と参照光は白色光干渉縞を呈する。

図2：分散光源を用いた場合、干渉縞は局在する。鏡と半透鏡を調節することにより、どんな平面にも干渉縞を局在させることができる。

平行光源を用いると干渉縞は非局在化し、分散光源を用いた場合は局在する。図2に示すとおり、干渉縞はどこにでも局在化することができる:18。ほとんどの場合、試料と干渉縞を同時に写真に収められるよう、試料と同じ平面に局在化させる。
マッハ・ツェンダー干渉計は比較的大きな空間で自由に作業でき、また干渉縞をどこにでも局在化できるために、風洞実験において流れの可視化に用いられることが多い。空気力学、プラズマ物理、伝熱工学において、気体の圧力・密度・温度変化を測定するために用いられる:18,93–95。
また、マッハ・ツェンダー干渉計は光ファイバー通信に用いられる光変調器にも応用される。マッハ・ツェンダー変調器は集積回路中に収めることができ、広帯域で安定した光変調器として用いられ、位相応答のある周波数領域は数 GHz に渡る。
さらに、マッハ・ツェンダー干渉計は量子もつれの研究にも用いられる。
試料光を乱すことなく容易に参照光を制御できることから、ホログラフィーの分野にも広くマッハ・ツェンダー干渉計が用いられる。特に、光ヘテロダイン検波において周波数シフトした遠軸参照光を用いることができ、動画周波数におけるショット雑音限界 (shot-noise limited) でのホログラフィーに適しているため、振動計や血流のレーザードップラー撮像に用いられる。

## 動作原理

### 構成
平行光線をビームスプリッターで試料光と参照光の2つにわける。この2つの光は両方が鏡によって反射され、再び別のビームスプリッターを通った後2つの検出器に入射する。
用いる鏡とビームスプリッタは最後のビームスプリッタを除いて全て入射面を鏡面とする。最後のビームスプリッタのみは、光源からの光と同じ向きに出ていく透過光に面する面を鏡面とする。つまり、光源からの光が水平に干渉計に入射しているならば、最後のビームスプリッタの水平な側の出力光に面する側を鏡面とする。

### 特性
誘電体表面における反射光と透過光に関するフレネルの式から、屈折率の低い媒質から高い媒質へ入射した光が反射される際には位相が反転し、屈折率の高い媒質から低い媒質へ入射した光が反射される際には位相は変化しないことがわかる。
詳しく見ると以下のようになる。
- 鏡およびビームスプリッタの材質（ガラス）は空気よりも屈折率が高いため、空気からガラスに入射する鏡の前面で光が反射する際には位相が反転する。
- ガラスから空気に入射する鏡の後面で反射する際には屈折率の大小が逆となり、位相反転は起こらない。

次のことにも注意。

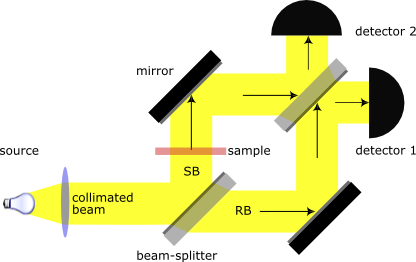
図3：試料が出力光の位相に与える影響

- 媒質中の光速は真空（屈折率1）中の光速よりも遅い。具体的には、c 真空中の光速、n を屈折率とおくと媒質中の光速は v = c/n となる。このことから、位相変化は (n − 1) × 伝播距離に比例するといえる。
- k を光が鏡の材質であるガラスを通過する際の位相変化とおくと、鏡の後面で反射した光は合計で 2k の位相変化を受けることとなる。この位相変化は鏡の前面から後面まで伝播する際の位相変化 k と、反射されたのち後面から前面まで伝播する際の位相変化 k の合計である。後面における反射のさいには位相変化は起こらない。

注意: この規則は誘電体コートもしくは金属コートで構成されるビームスプリッターについても成り立つ。また、偏光にかかわらず成り立つ。さらに、実際の干渉計ではビームスプリッターの厚みが異なることもあるため、光路長が同一になるとはかぎらない。無論、吸収が無い場合にはエネルギー保存則により光路差は半波長となることが保証される。また、ある種の測定では精度を高めるために50/50でないビームスプリッタが使われることもよくあることに注意。

### 試料による影響の観測
図3では試料の無い場合には試料光と参照光が検出器1への到達時に位相が揃い、強めあう干渉が起こる。試料光と参照光の双方が二回の前面反射と一回のガラス板通過を経て (1×wavelength + k) だけの位相シフトを受ける。
対して、検出器2には試料の無い場合には試料光と参照光がそれぞれ半波長分の位相差を持って到達し、弱めあう干渉が起こる。すなわち、参照光は検出器2に到達するまでに一回の前面反射と二回のガラス板通過を経て (0.5×wavelength + 2k) だけの位相シフトを受けるが、試料光は二回の前面反射と二回のガラス板通過を経て(1×wavelength + 2k) だけの位相シフトを受ける。したがって、試料のない場合には検出器1のみが光を受けることになる。
試料光の光路上に試料が置かれたときは、二つの検出器に入射する光の強度は変動し、ここから試料による位相シフトを計算することが可能となる。

## 応用
マッハ・ツェンダー干渉計は応用性が高く、量子力学においては反実確定性、量子もつれ、量子計算、量子暗号、量子論理、エリツァー・ヴェイドマンの爆弾検査、量子消しゴム実験、量子ゼノン効果、中性子散乱など基礎的研究課題に広く用いられている。光通信分野においては、位相と振幅を同時に変調する電気光変調器として用いられる。

### 関連する型の干渉計
- 古典干渉顕微鏡（英語版）[訳語疑問点]
- 二重偏光干渉法

### その他の流れ可視化技術
- シュリーレン法
- シャドーグラフ（英語版）